# Silnice II/262
Silnice II/262 je silnice II. třídy v severní části České republiky, v okrese Děčín a
okresu Česká Lípa, patřících do Ústeckého a Libereckého kraje. Začíná v Děčíně a končí v Zákupech.

## Vedení silnice

### Okres Děčín
- Silnice začíná v Děčíně, kde se napojuje na evropskou silnici E442.
- Z Děčína vede Benešovskou a Českolipskou ulicí na JV přes obce Březiny a Jedlka souběžně s tokem Ploučnice a železničních tratí 081 a 086 z Děčína do České Lípy.
- Prochází městem Benešov nad Ploučnicí, kde se jmenuje jako ulice Děčínská,Nábřežní a Českolipská.
- Prochází obcemi Františkov nad Ploučnicí a Starý Šachov. Mezi nimi ze silnice 262 odbočuje k jihu silnice II/240.

### Okres Česká Lípa

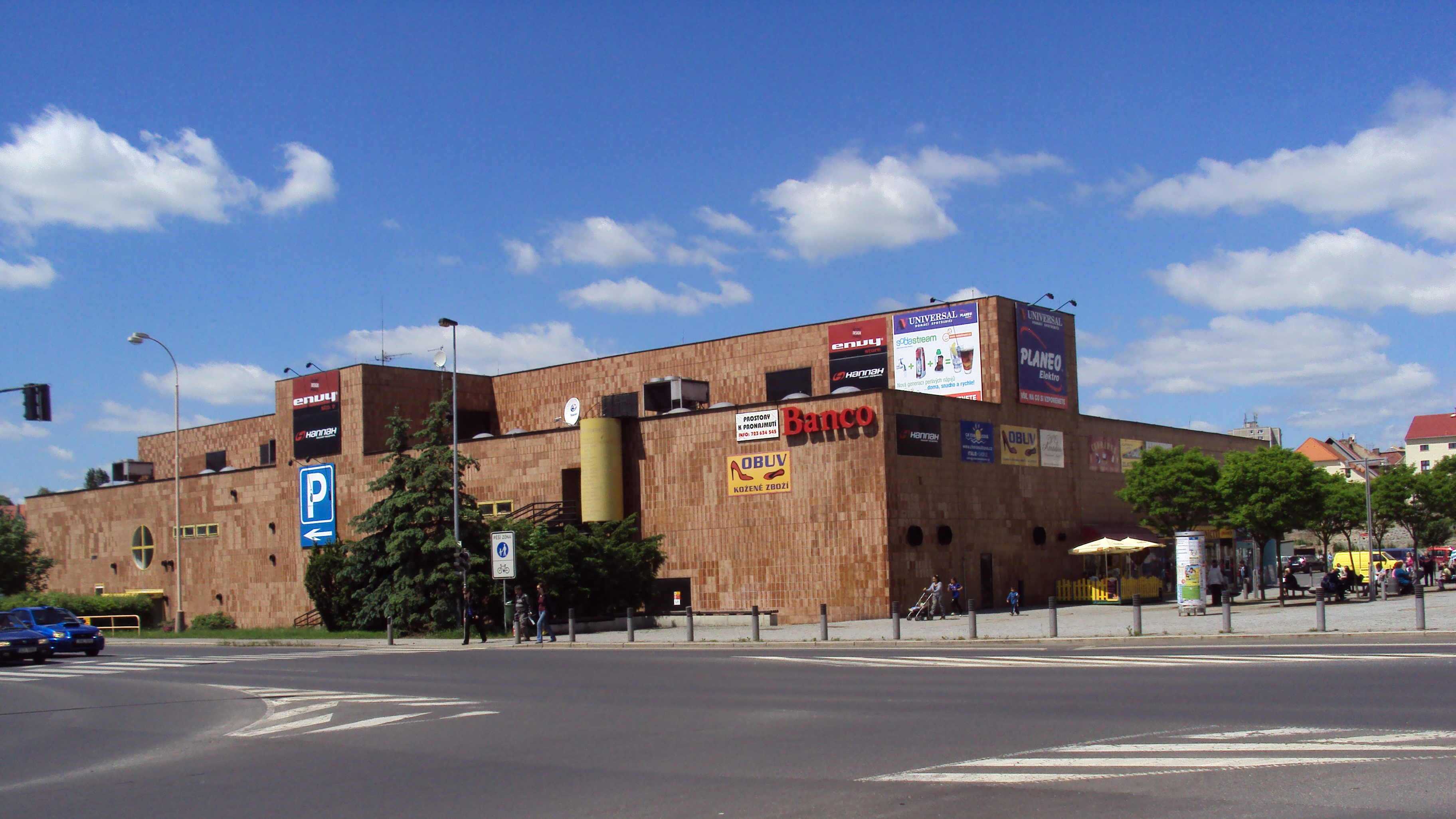
Křižovatka se semafory u OD Banco v České Lípě

- Stále poblíž Ploučnice se stáčí více na východ, přetíná Žandov (ulice Děčínská a Nádražní), po jižní straně města Žandov je v úseku Nádražní ulice vedena souběžně se silnici II/263. Ta ji opouští za Žandovem v obci Horní Police.
- Prochází obcí Stružnice s řadou úzkých a nebezpečných míst, především v místní časti Jezvé.
- Pokračuje přes Dolni Libchavu a prochází Českou Lípou ulicí Děčínskou, pod přemostěním silnicí I/9 z Prahy na Nový Bor pokračuje dál na východ. Výpadovka k Zákupům je v České Lípě pojmenována ulicí U Ploučnice.
- Přetíná nadjezdem obec Dobranov patřící pod Českou Lípu a dostává se k Zákupům, kde pokračuje obchvatem, poblíž železniční zastávky Božíkov (Trať 086 z České Lípy do Liberce), kde se spojuje se silnicí II/268, vedoucí z Nového Boru do Liberce.

## Problémy s kamiony
Obce na trase silnice u Žandova se brání v roce 2013 proti přetížení a hlučnosti kamionové přepravy společnými peticemi a jednáním s vedením Libereckého kraje. 